# Бондарчук Іван Миколайович
Іва́н Микола́йович Бондарчу́к (3 квітня 1944, село Старосілля, нині Коростенський район, Житомирська область — 15 вересня 2023, Вінниця) — український політик, голова Вінницької обласної ради (1997—1998), член СПУ (з жовтня 1991); колишній народний депутат України; голова Вінницького обласного товариства «Україна — Росія».

## Освіта
Закінчив Старосільську початкову, Степанівську семирічну та Кремнянську середню (в 1960 році) школи Лугинського району Житомирської області.
Вінницький педагогічний інститут, факультет іноземних мов (1969), учитель англійської мови; Вища партійна школа при ЦК КПУ, факультет партійних і радянських працівників (1976).

## Кар'єра
З липня 1960 до серпня 1961 року — різнороб, електрозварник торфопідприємства «Гвоздь» селища Жовтневе Лугинського району Житомирської області.
У вересні 1961 — вересні 1963 року — студент Вінницького педагогічного інституту.
З вересня 1963 до серпня 1966 року служив у Радянській армії: стрілець військової частини Прикарпатського військового округу в місті Острозі Рівненської області, курсант та інструктор-командир відділення (старший лейтенант) Північної групи радянських військ у Польщі.
З вересня 1963 до червня 1969 року — студент факультету англійської мови Вінницького педагогічного інституту.
З січня по листопад 1969 року — звільнений секретар комсомольської організації Вінницького педагогічного інституту імені Островського.
У листопаді 1969 — липні 1971 року — 2-й секретар Вінницького міського комітету ЛКСМУ.
У липні 1971 — вересні 1974 року — 1-й секретар Вінницького міського комітету ЛКСМУ.
З вересня 1974 до липня 1976 року — слухач Вищої партійної школи при ЦК КПУ в Києві.
З серпня 1976 до листопада 1980 року — завідувач організаційного відділу Замостянського районного комітету КПУ міста Вінниці.
З листопада 1980 року — завідувач організаційного відділу Вінницького міського комітету КПУ.
Потім працював другим секретарем Вінницького міськкому КПУ, радником Вінницького обкому КПУ.
1991–1994 — директор Замостянського центру зайнятості м. Вінниці.
Серпень 1994–1997 — заступник голови, 19 липня 1997 — квітень 1998 — голова Вінницької облради народних депутатів.
З 1998 — заступник голови правління з сільського господарства та заготівлі АТ «Вінницям'ясо», помічник-консультант народного депутата України М. Мельника.
Березень 2005 — травень 2006 — заступник голови Вінницької облдержадміністрації.
Депутат Вінницької облради (1990–2006).
Був першим секретарем Вінницького обкому СПУ.

## Парламентська діяльність
Народний депутат України 5-го скликання з квітня 2006 по листопад 2007 від СПУ, № 21 в списку. На час виборів: заступник голови Вінницької облдержадміністрації, член СПУ. Член фракції СПУ (з квітня 2006). Голова Комітету з питань соціальної політики та праці (з липня 2006).
Вересень 2007 — кандидат в народні депутати України від СПУ, № 16 у списку. На час виборів: народний депутат України, член СПУ.

## Особисте життя
Українець; дружина Ольга Василівна (1946) — інспектор обласної дирекції Укрсоцбанку.
Захоплення: історична література.